# Casa Museo de Abdulla Shaig
La Casa Museo de Abdulla Shaig está dedicada al famoso escritor azerbaiyano Abdulla Shaig y está bajo el control del Ministerio de Cultura y Turismo de la República de Azerbaiyán. Se encuentra en el segundo piso de un edificio histórico en Bakú que fue construido en 1905.

## Historia
En 1900, Abdullah Shaig se mudó de Tiflis a Bakú y vivió en un pequeño departamento en la Ciudad Vieja con su madre Mehri y su hermano Yusuf Ziya Talibzade. Poco después, alquiló varios apartamentos en diferentes partes de la ciudad y, finalmente, en 1916 se mudó a un apartamento de cinco habitaciones que se encuentra en el segundo piso del edificio en la calle Upper Mountain  (ahora llamada calle A. Shaig) donde vivió hasta el final de su vida (1957). Ahmed Javad, Huseyn Javid, Jafar Jabbarli, Mikail Mushfig, Samad Vurgun y otros intelectuales azerbaiyanos solían visitar al escritor en esta casa. El escritor también solía reunirse ocasionalmente en este departamento con sus alumnos e incluso escolares para darles consejos e instrucciones.
El museo fue fundado por primera vez por el hijo mayor del escritor académico Kamal Talibzade y lleva abierto al público desde 2001.

## Exhibiciones
El Museo Memorial Abdullah Shaig consta de cuatro salas. En la primera sala —utilizada como cocina— se exhiben los propios libros del escritor y sus diversas traducciones de obras mundialmente conocidas como Shahnameh, Macbeth, Gulliver, Robinson Crusoe, etc.
La sala de estar se utiliza para presentar los retratos de sus familias: Yusif Ziya Talibzade (su hermano mayor), su esposa Shahzade khanim. También hay una alfombra que representa al escritor y a su hijo Kamal Talibzade.
La mayor parte de las actividades pedagógicas y sus obras relacionadas con el drama infantil se muestran en la tercera sala.
En la cuarta sala (que solía ser la oficina de Abdulla Shaig) se recogieron una gran cantidad de sus objetos personales. Aquí la exhibición más valiosa es un escritorio que el escritor no cambió hasta el final de su vida.
En general, se afirma que el museo tiene alrededor de 8,000 objetos y unos 4,000 exhibidos en cuatro salas: libros de escritores, fotos y objetos personales como bolígrafo, reloj y anteojos. Ulker Talibzade (nieta de Abdulla Shaig) es el director del museo.